# Nová hoľa
Nová hoľa (1370 m) – szczyt w grupie górskiej Wielkiej Fatry w Centralnych Karpatach Zachodnich na Słowacji. Wznosi się w krótkim, wschodnim grzbiecie Zwolenia (Zvolen, 1403 m), w obrębie miejscowości Donovaly. Północno-wschodnie stoki opadają do głębokiej doliny Žarnovka, krótki, południowo-zachodni grzbiet opada do Przełęczy Donowalskiej (Donovalské sedlo, 950 m).
Szczyt Novej hoľi jest trawiasty, dzięki czemu stanowi dobry punkt widokowy. Roztacza się z niego panorama widokowa obejmująca cały horyzont. Na szczycie jest górna stacja narciarskiej kolei krzesełkowo-gondolowej i restauracja, a spod niej do miejscowości Donovaly zjazdowa trasa narciarska. Kolej krzesełkowa czynna jest również w sezonie turystycznym latem. Dzięki niej Nová hoľa jest dość często odwiedzana przez turystów. Prowadzą z niej znakowane szlaki turystyczne przez masyw Zwolenia. Dzięki trawiastym, stromym stokom szczyt ten wykorzystywany jest przez paralotniarzy jako startowisko. Paralotniarze mogą bowiem wraz z paralotniami wyjechać koleją krzesełkową bezpośrednio na szczyt, a jego stromo opadające na wszystkie strony świata stoki umożliwiają start przy różnych kierunkach wiatru. Otwarte przestrzenie dużych hal dają dobre noszenie, ponadto w okolicy znajdują się dobre lądowiska.
Nová hoľa znajduje się w obrębie strefy ochronnej Parku Narodowego Niżne Tatry.

## Szlaki turystyczne
Donovaly – Zvolen – Nová hoľa. 1.15 h, ↓ 0.45 h
  Donovaly – Nová hoľa – Zvolen. Czas przejścia: 1.15 h, ↓ 0.45 h
  Nová hoľa – Zvolen – sedlo Prípor – Motyčská hoľa – Veľký Šturec. Czas przejścia: 1.50 h, ↓ 2.20 h
   Nová hoľa – Zvolen – Malý Zvolen – Končitá – Liptovské Revúce (Nižná Revúca). Czas przejścia: 2.05 h, ↓ 3 h